# Astrid de Suède
Titres
Reine des Belges
23 février 1934 – 29 août 1935
(1 an, 6 mois et 6 jours)
Duchesse de Brabant
10 novembre 1926 – 17 février 1934
(7 ans, 3 mois et 7 jours)
Astrid de Suède (en suédois : Astrid av Sverige ; en néerlandais : Astrid van Zweden ; en allemand : Astrid von Schweden), princesse de Suède, née le 17 novembre 1905 à Stockholm (Suède) et morte dans un accident de voiture le 29 août 1935 à Küssnacht (Suisse), est la quatrième reine des Belges, du 23 février 1934 jusqu’à sa mort, en tant qu'épouse du roi Léopold III.
Petite-fille du roi Oscar II, elle vit dans un climat simple et décontracté avec ses parents, ses sœurs et son frère, avant de rencontrer le prince héritier Léopold de Belgique. S'aimant passionnément, ils se marient d'abord à Stockholm le 4 novembre 1926, puis à Bruxelles le 10 novembre, sous les yeux des journalistes de toute l'Europe. Devenue princesse de Belgique, puis reine des Belges après la mort de son beau-père Albert Ier, elle s'investit dans des œuvres humanitaires, renforçant davantage l'affection que lui voue la population belge. Décédée brutalement à la suite d'un accident de voiture alors que son mari conduisait, sa personnalité sera regrettée par le pays entier et imprègne encore aujourd'hui la famille royale belge. Elle est la mère des rois Baudouin et Albert II.

## Biographie

### Premières années

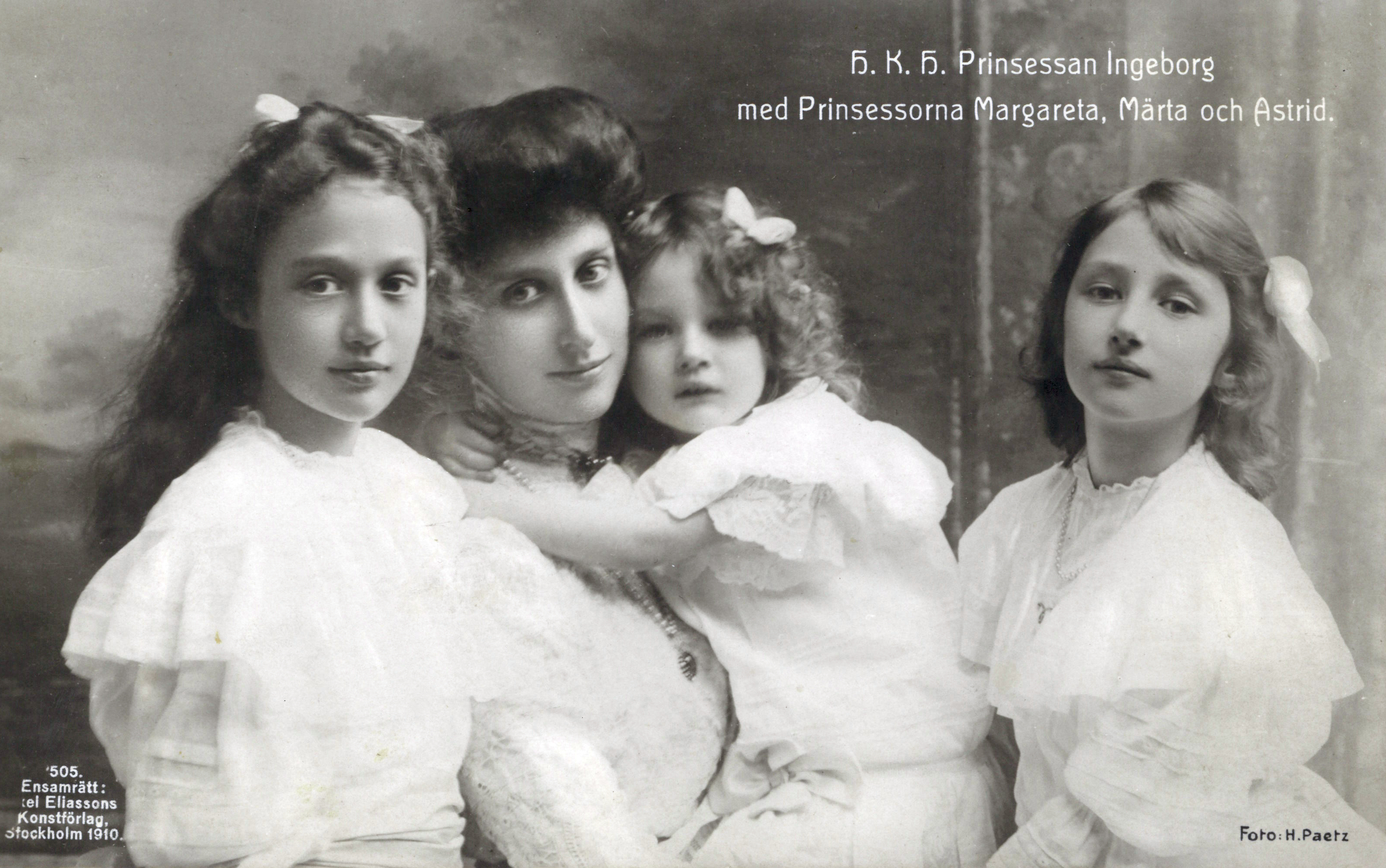
La princesse Astrid (au centre) avec sa mère la princesse Ingeborg et ses deux sœurs, la princesse Margaretha (à gauche) et la princesse Märtha (à droite).

Astrid Sofia Lovisa Thyra Bernadotte, princesse de Suède, naît le 17 novembre 1905 au palais Arvfurstens de Stockholm, alors résidence de ses parents dans la capitale suédoise. La troisième fille du couple formé par le prince Carl de Suède et par Ingeborg de Danemark, elle est la petite-fille du roi Oscar II et la nièce du futur roi Gustave V. Elle a deux sœurs aînées, la princesse Margaretha, qui épousera plus tard le prince Axel de Danemark, et la princesse Märtha, qui épousera plus tard le futur roi Olav V de Norvège. Elle a ensuite un frère cadet, le prince Carl, duc d'Östergötland.
Petite fille aux yeux bleu-vert et aux cheveux châtains, elle vit ses premiers mois au palais du Prince-héréditaire avant d'aller vivre dans une villa sur l'île de Djurgården à proximité de Stockholm. Ils y vivent jusqu'en 1923, date à laquelle la famille doit quitter la maison par souci d'économie (la faillite d'une banque danoise en 1922 ayant réduit les revenus familiaux). Vivant dans une atmosphère peu protocolaire, elle passe une enfance heureuse. Son père étant président de la Croix-Rouge en Suède, Astrid participe à des actions bénévoles pour aider le peuple suédois durant la Première Guerre mondiale. Il lui arrive même de donner ses propres jouets à des enfants qui en sont dépourvus. Elle apprécie aussi grandement les activités extérieures : natation, ski, golf, escalade..., passions qu'elle partagera plus tard avec son époux.
L'éducation des petites princesses est organisée et très soignée. Les objectifs sont d'en faire « des êtres bons, et seulement après, des princesses». Excellant dans les préparations culinaires avec ses sœurs (au point qu'un dessert fut nommé d'après elles), elles ne sont cependant pas dépourvues des connaissances mondaines de l'aristocratie européenne comme les leçons de maintien ou de danse. Après un passage dans une école assez stricte en 1923 où ses résultats ne sont pas brillants, Astrid commence une formation d'infirmière puéricultrice dans laquelle elle s'épanouit réellement.

### Mariage
En 1925, Astrid se rend dans les établissements thermaux de Spa où elle rencontre la reine Élisabeth, épouse d'Albert Ier. L'avis de la reine sur la jeune fille est très enthousiaste, et permet la progression du projet d'union entre les deux dynasties (sans qu'Astrid en soit forcément consciente). Arrivé avec la reine à Stockholm en mars 1926 sous l'identité d'un professeur de français curieux de la Scandinavie, le duc de Brabant est invité à la villa Fridhem dans le Kolmården, où Astrid lui fait explorer les environs de la baie de Bråviken. Les deux personnalités étant très timides, la princesse semble éviter les rendez-vous avec un héritier très épris d'elle et avec qui elle communique en anglais. Finalement, après une déclaration d'amour à laquelle elle répond par « long silence angoissant», Astrid accepte d'épouser Léopold et la nouvelle est télégraphiée dans les cours européennes le 21 septembre. Le même jour, une conférence de presse se déroule au palais royal de Bruxelles où le roi Albert et le Premier ministre Henri Jaspar annoncent la nouvelle aux médias, et où la reine rajoute qu'il s'agit d'un réel mariage d'amour et non d'un calcul politique.

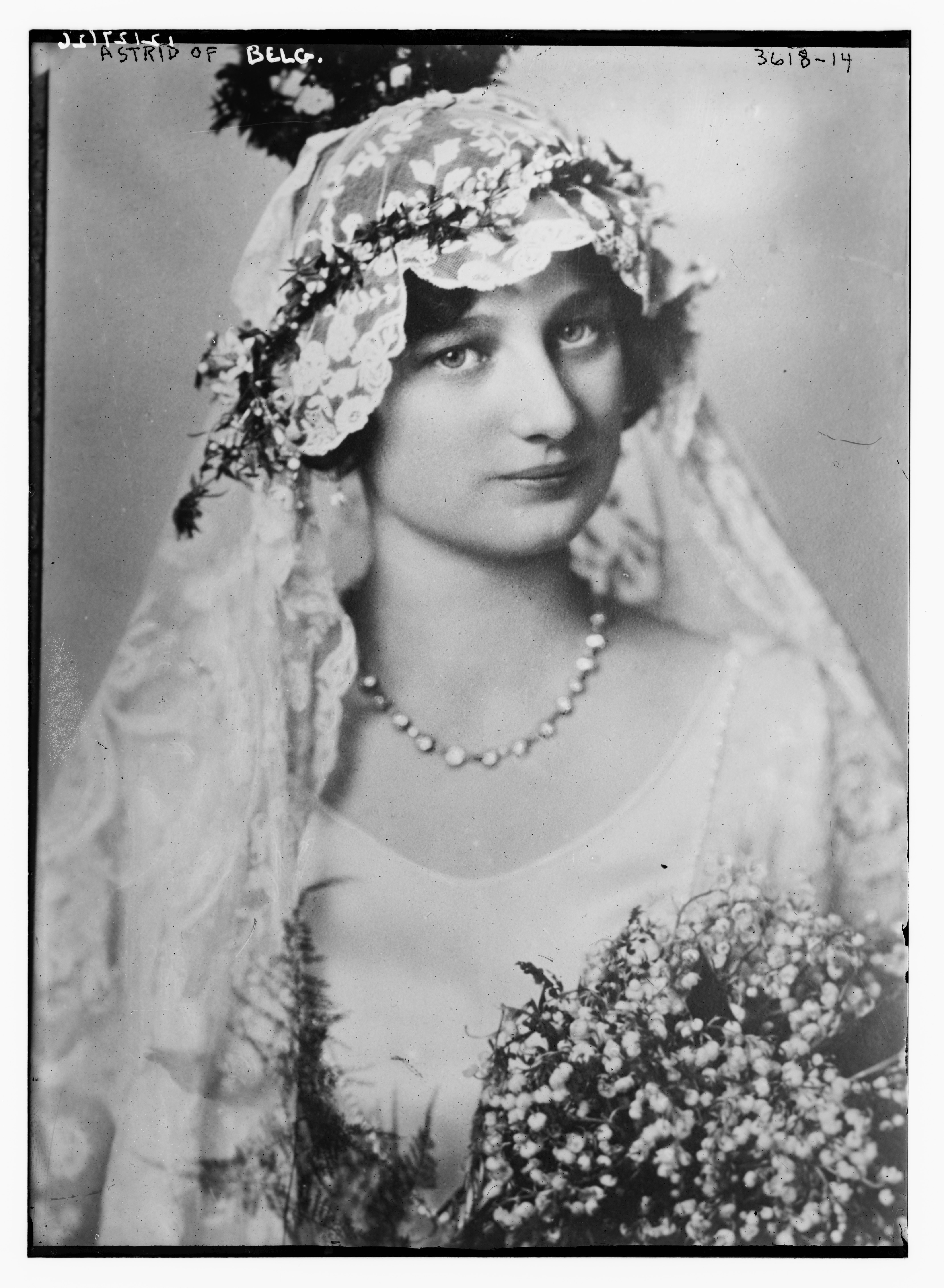
Astrid en tenue de mariage (1926).

Afin de régler l'épineuse question religieuse (la princesse étant luthérienne et les Belges majoritairement catholiques), il est décidé d'organiser un mariage civil suivi d'une cérémonie luthérienne à Stockholm, avant d'en organiser une autre selon le rite catholique à Bruxelles. Ainsi, le 4 novembre 1926 à 15h30, Léopold en uniforme de lieutenant et Astrid dans une tenue de crêpe blanche et avec un voile en dentelle soutenu par une couronne de myrte s'unissent au cours d'une cérémonie qui dure 7 minutes, en présence des familles royales suédoise et belge (qui retourneront ensuite vite à Bruxelles avec Léopold pour préparer la cérémonie en Belgique). Après un voyage sur le bateau Fylgia, Astrid arrive à Anvers devant une foule très enthousiaste. Une fois la passerelle abaissée, Léopold court vers son épouse et l'embrasse devant la population extatique, avant de prendre un bain de foule forcé (le peuple ayant renversé les barrières). Empruntant le chemin de fer pour arriver à Bruxelles, le couple s'unit une deuxième fois dans la cathédrale Saints-Michel-et-Gudule le 10 novembre 1926. Le duc de Brabant, en grand uniforme, épouse Astrid habillée d'une robe de lamé d'argent et d'un voile de dentelle de Malines retenu par une couronne de fleurs d'oranger. Ce mariage est l'un des premiers à bénéficier d'une couverture médiatique moderne.

### Princesse de Belgique puis reine des Belges

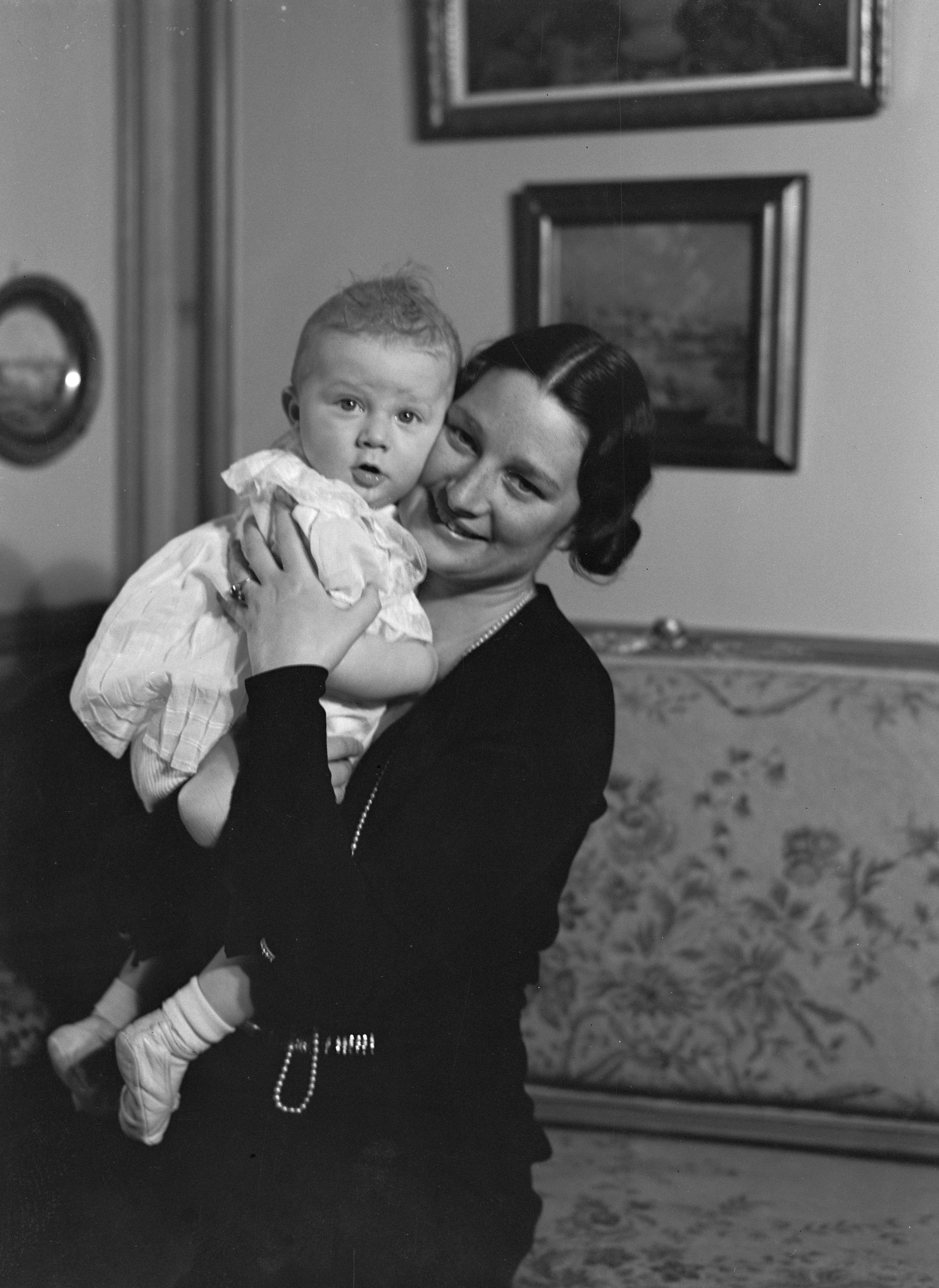
La reine Astrid avec le prince Albert de Liège.

Le jeune couple s'installe à l'hôtel Bellevue, proche du palais royal, puis déménage en 1930 au château du Stuyvenberg, où il vit dans une ambiance heureuse et décontractée. La nouvelle duchesse du Brabant, gracieuse et volontaire, s'engage dans de nombreuses activités en faveur des défavorisés ou suit son époux dans ses représentations officielles et ses voyages au Congo ou dans les Indes néerlandaises. C'est durant cette période qu'Astrid donne le jour à ses trois enfants : Joséphine-Charlotte (1927-2005), Baudouin (1930-1993) et Albert (1934).
Après la mort tragique d'Albert Ier, le statut d'Astrid change. Enceinte de son troisième enfant, elle devient reine des Belges lorsque son époux prête le serment constitutionnel le 23 février 1934. Elle s'engage encore davantage dans ses actions humanitaires, comme lorsqu'elle ouvre l'hôtel de Bellevue en 1935 pour récolter des vêtements et des vivres destinés aux victimes de la crise économique.
Ses actions et sa gentillesse lui valent tout de suite l'attachement du peuple belge à sa nouvelle princesse, puis reine. Astrid n'hésite pas non plus à se montrer au public sans escorte, comme le montre une photographie de 1933 où elle apparait souriante et sans escorte, en train de regarder passer avec sa fille le prince Léopold à cheval. L'affection explicite que se montrent les deux époux (on les voit souvent se tenir la main en public) renforce encore cette admiration.

### Décès
En 1935, le couple royal décide de prendre quelques vacances en Suisse. Le 29 août, ils résident dans la villa Haslihorn, près du lac des Quatre-Cantons, et décident d'une dernière excursion avant de retrouver leurs enfants à Bruxelles. Aimant tous deux les grandes balades en voiture, Léopold III a fait venir une Packard 120 décapotable qu'il désire conduire lui-même. Le chauffeur s'installe en postillon dans le spider tandis qu'Astrid s'installe sur le siège passager. Roulant sur une route humide à cause des pluies des jours précédents, la voiture se dirige ce matin vers le village de Küssnacht quand vers 9 h 30, la reine décide de vérifier l'itinéraire sur une carte qu'elle déplie sur ses genoux. Le roi se penche pour l'aider, mais après quelques secondes d'inattention, il perd le contrôle du véhicule qui s'enfonce dans une ornière avant de percuter deux arbres et d'effectuer plusieurs tonneaux. Une fois le véhicule enfoncé dans les roseaux d'un bras du lac des Quatre-Cantons, Léopold se relève avec une côte cassée et saignant du visage et des mains pour constater qu'Astrid a été éjectée du véhicule. Une voiture des autorités helvétiques (qui suivait partout les souverains par sécurité) se gare et un médecin accourt, mais il ne peut que constater le décès de la reine.

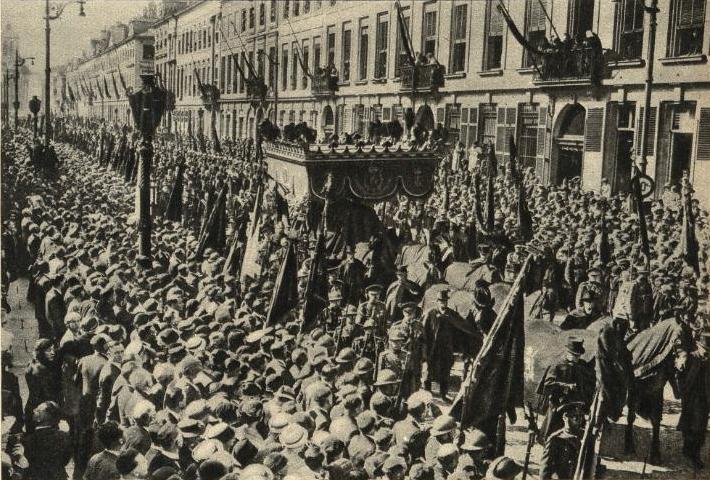
Funérailles de la reine Astrid en 1935.

La population belge est abasourdie de la nouvelle, au point que certains avanceront des thèses ahurissantes sur un possible assassinat. L'émotion se propage aussi dans les autres pays européens, via la presse et la diffusion des photos de l'accident. La dépouille, dont les blessures sont masquées par des bandelettes blanches, sera exposée dans le salon du Penseur au palais royal de Bruxelles, pièce servant habituellement de chapelle ardente en cas de décès dans la famille royale et où plus de 500 000 personnes viendront rendre hommage à la défunte. Ses funérailles se déroulent le 3 septembre 1935, suivies par des millions de personnes. Le corbillard sera précédé par Léopold III en uniforme, mais tête nue et le bras en écharpe, qui accompagne le corps de son épouse jusqu'à la crypte royale, où reposent les corps des souverains belges et de leurs épouses. Vers 13 h 30, dix-neuf coups de canons retentissent, pour marquer l'arrivée de la dépouille dans la crypte.

## Postérité et honneurs

### Mémoriaux
- En Belgique, le mémorial Reine Astrid à Laeken, adossé au Domaine royal, est érigé par l'architecte Paul Bonduelle pour lui rendre hommage.
- En Suisse, à Küssnacht, lieu de l'accident de voiture qui lui coûta la vie, une chapelle rend hommage à la reine à côté de l'endroit de sa mort, marquée d'une croix en granit de Suède. Les rois Albert II et Philippe sont venus y rendre hommage à Astrid[21].
- En Belgique, dans le parc de Wisterzée à Court-Saint-Étienne, un monument à la reine Astrid est orné d'un buste en bronze de la reine réalisé en 1938 par Victor Rousseau.

Monuments à la mémoire de la reine Astrid
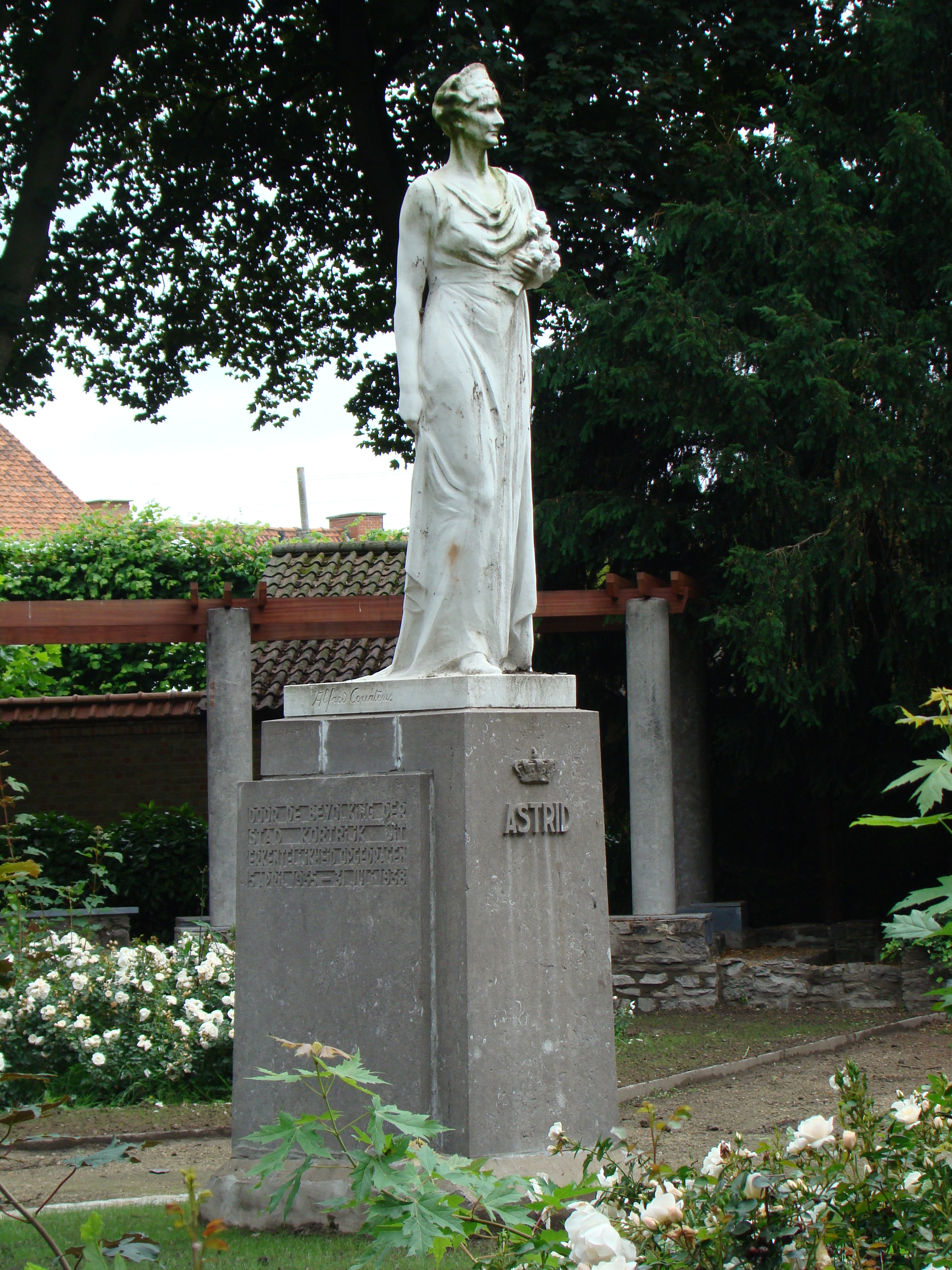
Statue de la reine Astrid à Courtrai dans le parc homonyme.
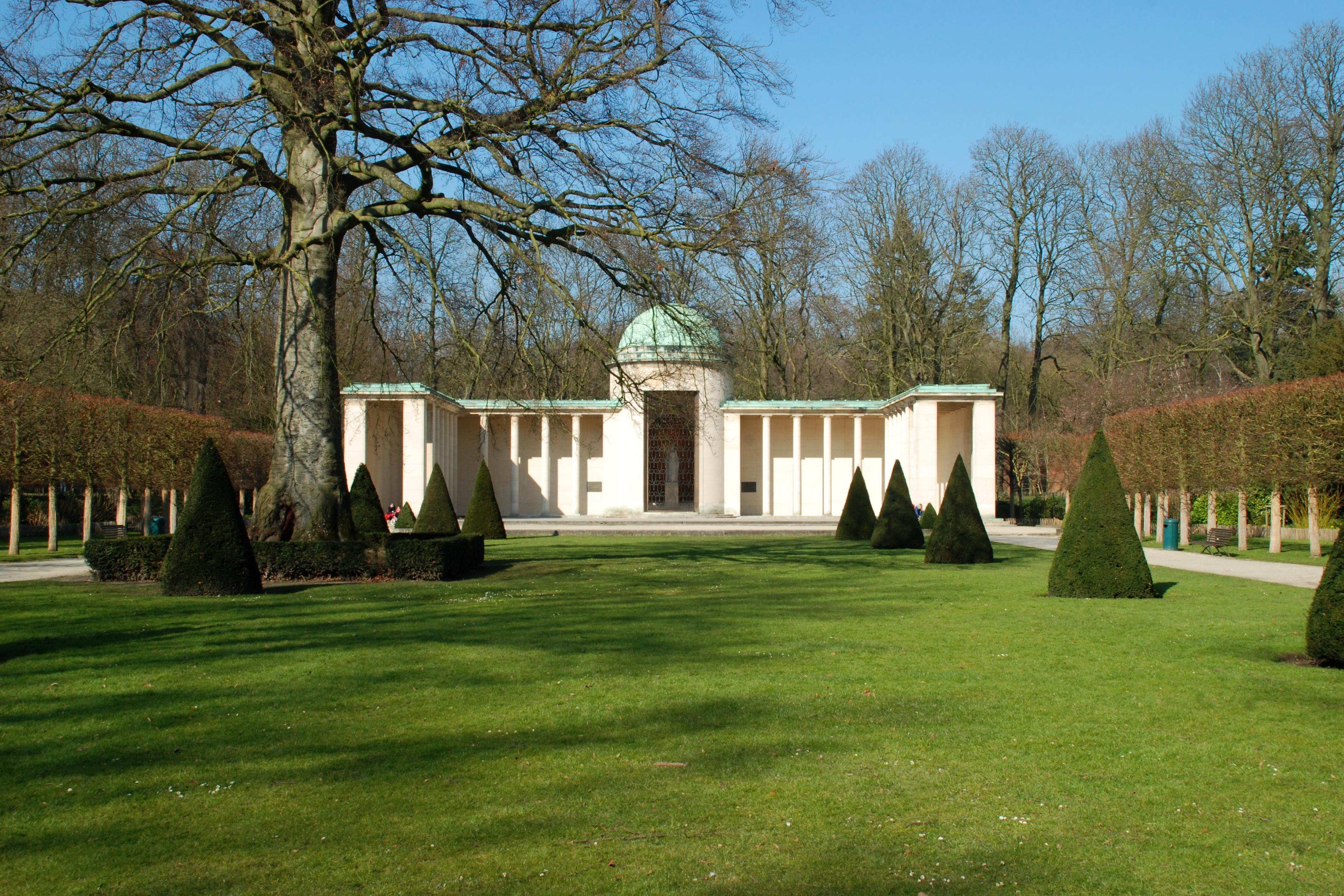
Mémorial Reine Astrid à Laeken.
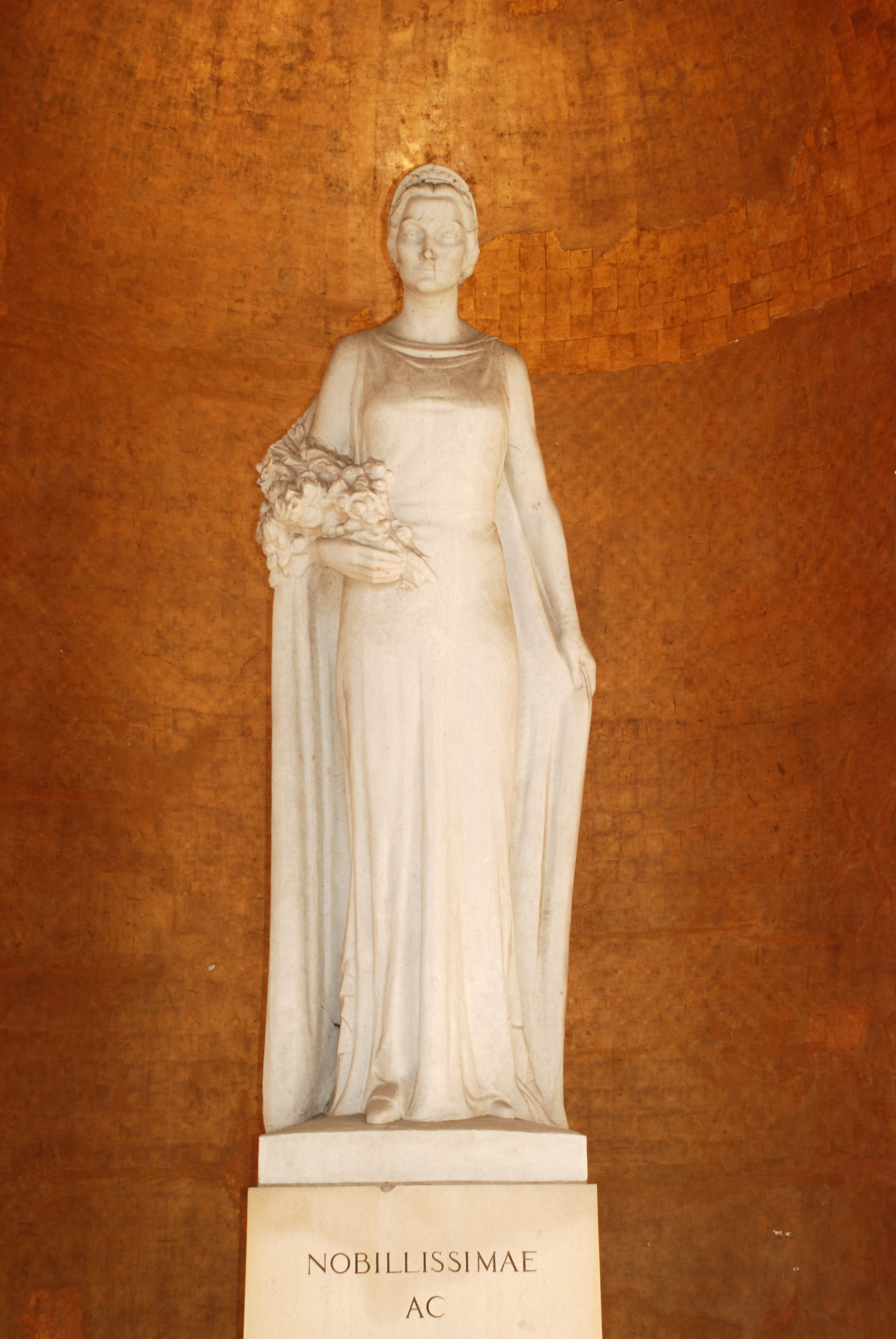
Statue de la reine Astrid au Mémorial Reine Astrid à Laeken.
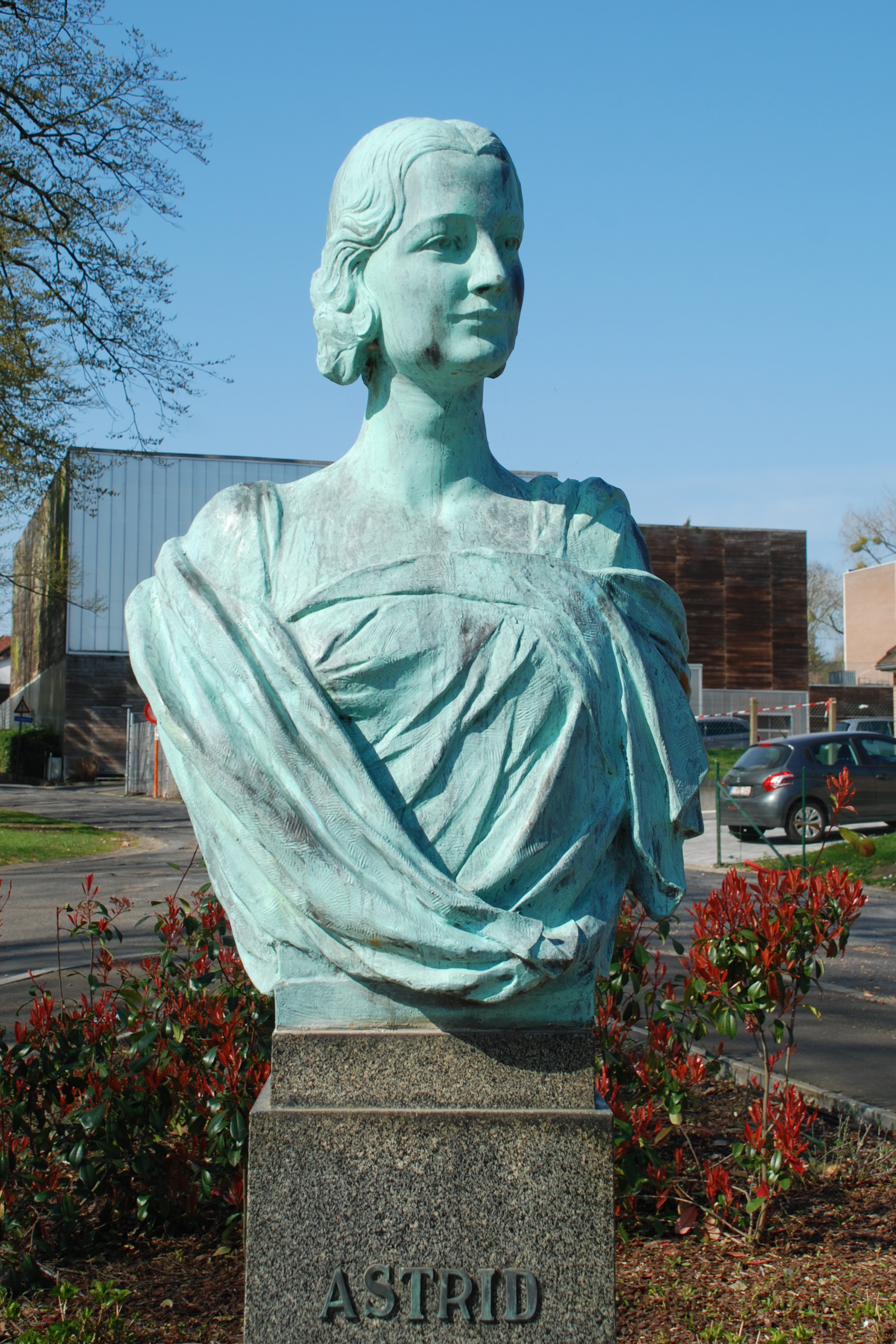
Buste de la Reine Astrid à Court-Saint-Étienne.
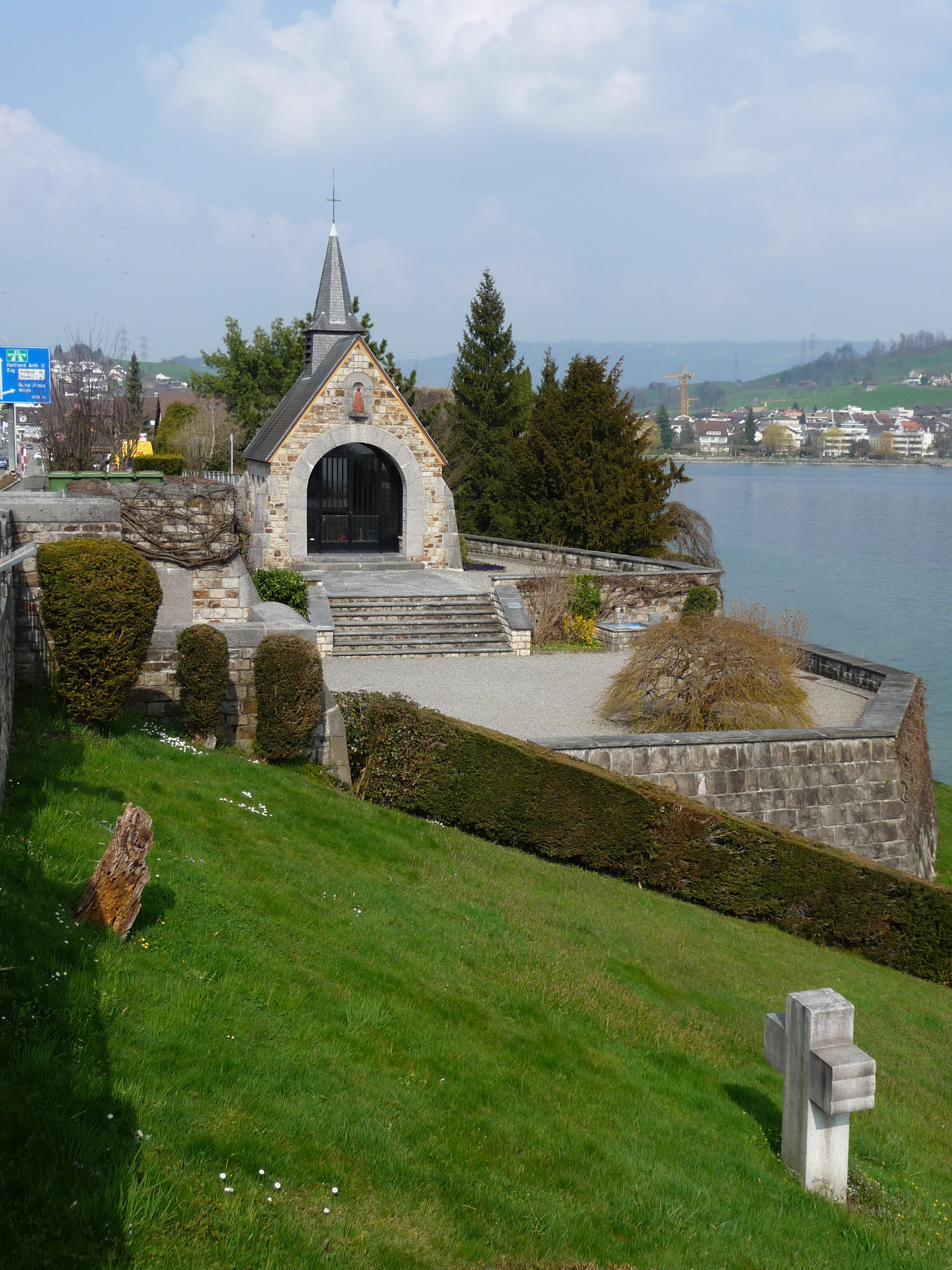
Chapelle Astrid à Küssnacht, avec la croix.
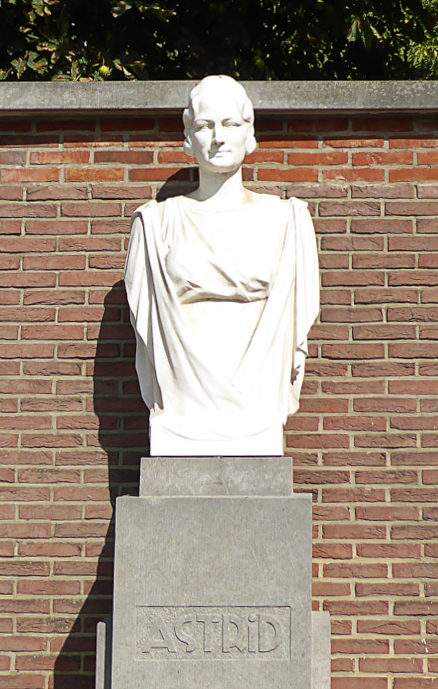
Buste de la Reine Astrid devant le parc portant son nom à Charleroi.

### Toponymie
- En Belgique, de nombreuses rues, places et avenues sont nommées en souvenir de la reine Astrid. Ainsi, l'ancien parc d'Anderlecht (ou parc du Meir) a été rebaptisé parc Astrid en 1935, à la suite du décès de la reine et il existe un parc Reine Astrid au cœur de Charleroi.
- La chapelle Reine Astrid à Briquemont en province de Namur est nommée en son honneur.
- À l'hôtel de ville de Liège, une œuvre du sculpteur Adelin Salle la représente présentant son fils, le prince Albert, aux Liégeois le 7 juillet 1935.
- En France, il existe une place de la Reine-Astrid dans le 8e arrondissement de Paris, à proximité des quais de Seine et près du pont de l'Alma.
- Au Rwanda, la ville de Butare, au sud du Rwanda, portait anciennement le nom d'Astrida en son honneur.

### Honneurs
Astrid de Suède est décorée des ordres suivants :
- Dame grand cordon de l'ordre de Léopold (Belgique).
- Dame noble de l'ordre de Thérèse (Royaume de Bavière).
- Dame noble de l'ordre de la Croix étoilée, Autriche-Hongrie.

### Botanique
- Une rose baptisée Reine Astrid lui rend hommage.

## Descendance
Du mariage avec Léopold III naissent :
- La princesse Joséphine-Charlotte (1927-2005), qui épouse en 1953 le grand-duc Jean de Luxembourg ;
- Le futur roi Baudouin, (1930-1993), qui épouse en 1960  Fabiola de Mora y Aragón ;
- Le futur roi Albert II, né en 1934, qui épouse en 1959 la princesse Paola Ruffo di Calabria

## Ascendance
Jusqu'à la 5e génération présentée ci-dessous, les ascendants d'Astrid de Suède sont Suédois, Danois, Norvégiens, Allemands, Néerlandais et Français.